# Полгода до весны…
«Полгода до весны» — пятый официальный и первый акустический альбом группы Tracktor Bowling, выпущенный на двух дисках, один из которых содержит полноценные записи, сведенные в студии, а другой — запись живого акустического выступления группы. Вышел 17 сентября 2007 года на лейбле A-One Records.
Также группа выпустила видеоклипы на две композиции с альбома: Outside и Твоя.

## Список композиций

### Диск 1
| №   | Название          | Длительность |
| --- | ----------------- | ------------ |
| 1.  | «Outside»         | 2:59         |
| 2.  | «Ступени»         | 3:32         |
| 3.  | «В каждом из нас» | 4:02         |
| 4.  | «Отпусти»         | 3:34         |
| 5.  | «Метро»           | 6:08         |
| 6.  | «Поверь мне»      | 3:31         |
| 7.  | «Твоя»            | 4:11         |
| 8.  | «Холодней»        | 3:54         |
| 9.  | «Поздно»          | 3:40         |
| 10. | «Вода»            | 4:40         |

### Диск 2 (Live)
| №   | Название         | Длительность |
| --- | ---------------- | ------------ |
| 1.  | «Завтра»         | 3:15         |
| 2.  | «О тебе»         | 3:21         |
| 3.  | «Она»            | 4:13         |
| 4.  | «Улица отчаяния» | 3:01         |
| 5.  | «Снег»           | 5:01         |
| 6.  | «Вас больше нет» | 5:06         |
| 7.  | «Устала»         | 4:00         |
| 8.  | «Я здесь»        | 4:04         |
| 9.  | «Шаги по стеклу» | 3:59         |
| 10. | «Черта»          | 4:09         |